# Равда
Ра́вда (болг. Равда) — курортне село в Бургаській області Болгарії. Входить до складу громади Несебир.

## Історія
У селі проживають нащадки депортованих болгар з узбережжя Егейського моря. На їх честь при вході до мерії встановлено меморіальний камінь. 

## Сучасність

### Інфрастуктура
Велика кількість курортних готелів. Рибні ресторани. Водний парк. 

## Населення
За даними перепису населення 2011 року у селі проживали 2088 осіб.
Національний склад населення села:
| Національність   | Кількість осіб | Відсоток |
| ---------------- | -------------- | -------- |
| болгари          | 1931           | 98,8%    |
| інша             | 10             | 0,5%     |
| Всього відповіли | 1955           |          |

Розподіл населення за віком у 2011 році:
Динаміка населення: